# Operador traza

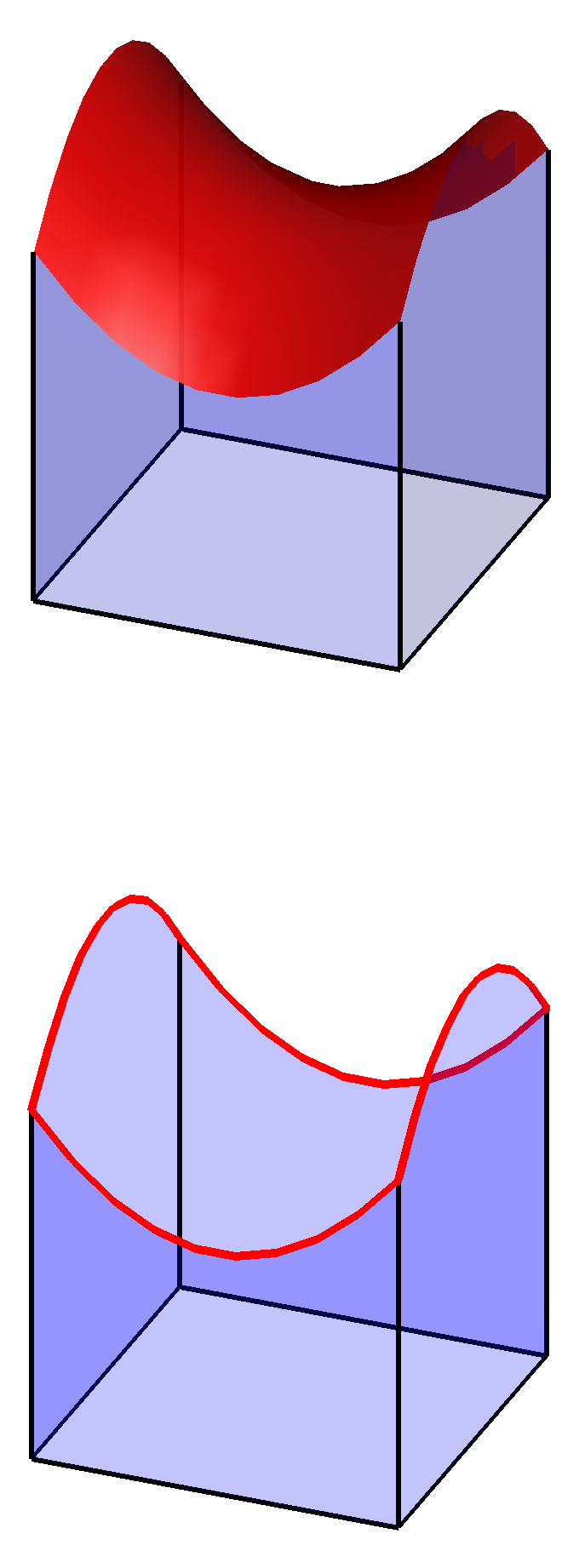
Una función definida en un rectángulo (figura superior, en rojo) y su traza (figura inferior, en rojo)

En matemáticas, el operador traza extiende la noción de restricción de una función al límite de su dominio, aplicándola a funciones "generalizadas" en un espacio de Sóbolev. Esto es particularmente importante para el estudio de ecuaciones en derivadas parciales con condiciones de contorno prescritas (problemas de condición de contorno), donde soluciones débiles pueden no ser lo suficientemente regulares para satisfacer las condiciones de contorno en el sentido clásico del análisis de funciones.

## Motivación
En un dominio {\textstyle \Omega \subset \mathbb {R} ^{n}} delimitado y uniforme, considérese el problema de resolver la ecuación de Poisson con condiciones de contorno de Dirichlet no homogéneas:
{\displaystyle {\begin{alignedat}{2}-\Delta u&=f&\quad &{\text{in }}\Omega ,\\u&=g&&{\text{on }}\partial \Omega \end{alignedat}}}
con las funciones {\textstyle f} y {\textstyle g} dadas con regularidad discutidas en el apartado aplicación que figura más adelante. La solución débil {\textstyle u\in H^{1}(\Omega )} de esta ecuación debe satisfacer
{\displaystyle \int _{\Omega }\nabla u\cdot \nabla \varphi \,\mathrm {d} x=\int _{\Omega }f\varphi \,\mathrm {d} x} para todos los {\textstyle \varphi \in H_{0}^{1}(\Omega )}.
La regularidad {\textstyle H^{1}(\Omega )} de {\textstyle u} es suficiente para que esta ecuación integral esté bien definida. Sin embargo, no es evidente en qué sentido {\textstyle u} puede satisfacer la condición de límite {\textstyle u=g} en {\textstyle \partial \Omega }: por definición, {\textstyle u\in H^{1}(\Omega )\subset L^{2}(\Omega )} es una clase de equivalencia de funciones que puede tener valores arbitrarios en {\textstyle \partial \Omega } ya que este es un conjunto nulo con respecto a la medida de Lebesgue n-dimensional.
Si {\textstyle \Omega \subset \mathbb {R} ^{1}} contiene a {\textstyle H^{1}(\Omega )\hookrightarrow C^{0}({\bar {\Omega }})} por el teorema de incrustación de Sobolev, de modo que {\textstyle u} puede satisfacer la condición de frontera en el sentido clásico, es decir, la restricción de {\textstyle u} a {\textstyle \partial \Omega } concuerda con la función {\textstyle g} (más precisamente: existe un representante de {\textstyle u} en {\textstyle C({\bar {\Omega }})} con esta propiedad). Para {\textstyle \Omega \subset \mathbb {R} ^{n}} con {\textstyle n>1} tal incrustación no existe y el operador traza {\textstyle T} presentado aquí debe usarse para dar significado a {\textstyle u|_{\partial \Omega }}. Entonces {\textstyle u\in H^{1}(\Omega )} con {\textstyle Tu=g} se llama una solución débil al problema del valor límite si se satisface la ecuación integral anterior. Para que la definición del operador traza sea razonable, se debe mantener {\textstyle Tu=u|_{\partial \Omega }} para {\textstyle u} suficientemente regular.

## Teorema de la traza
El operador traza se puede definir para funciones en los espacios de Sobolev {\textstyle W^{1,p}(\Omega )} con {\textstyle 1\leq p<\infty }; consúltese la sección siguiente para ver las posibles extensiones de la traza a otros espacios. Sea {\textstyle \Omega \subset \mathbb {R} ^{n}} para {\textstyle n\in \mathbb {N} } un dominio acotado con límite de Lipschitz. Entonces existe un operador traza lineal acotado
{\displaystyle T\colon W^{1,p}(\Omega )\to L^{p}(\partial \Omega )}
tal que {\textstyle T} extiende la traza clásica, es decir
{\displaystyle Tu=u|_{\partial \Omega }} para todos los {\textstyle u\in W^{1,p}(\Omega )\cap C({\bar {\Omega }})}.
La continuidad de {\textstyle T} implica que
{\displaystyle \|Tu\|_{L^{p}(\partial \Omega )}\leq C\|u\|_{W^{1,p}(\Omega )}} para todos los {\textstyle u\in W^{1,p}(\Omega )}
con constante solo dependiendo de {\textstyle p} y {\textstyle \Omega }. La función {\textstyle Tu} se llama traza de {\textstyle u} y, a menudo, simplemente se indica con {\textstyle u|_{\partial \Omega }}. Otros símbolos comunes para {\textstyle T} incluyen {\textstyle tr} y {\textstyle \gamma }.

### Construcción
Este párrafo sigue el desarrollo de Evans, donde se pueden encontrar más detalles, y asume que {\textstyle \Omega } tiene un límite {\textstyle C^{1}}. Una prueba (de una versión más fuerte) del teorema de la traza para los dominios de Lipschitz se puede encontrar en Gagliardo. En un dominio {\textstyle C^{1}}, el operador traza se puede definir como la extensión lineal continua del operador
{\displaystyle T:C^{\infty }({\bar {\Omega }})\to L^{p}(\partial \Omega )}
al espacio {\textstyle W^{1,p}(\Omega )}. Por la densidad de {\textstyle C^{\infty }({\bar {\Omega }})} en {\textstyle W^{1,p}(\Omega )} tal extensión es posible si {\textstyle T} es continuo con respecto a la norma {\textstyle W^{1,p}(\Omega )}. La prueba de esto, es decir, que existe {\textstyle C>0} (dependiendo de {\textstyle \Omega } and {\textstyle p}) tal que
{\displaystyle \|Tu\|_{L^{p}(\partial \Omega )}\leq C\|u\|_{W^{1,p}(\Omega )}} para todo {\displaystyle u\in C^{\infty }({\bar {\Omega }}).}
es el ingrediente central en la construcción del operador traza. Una variante local de esta estimación para las funciones {\textstyle C^{1}({\bar {\Omega }})} se prueba primero para un límite plano local utilizando el teorema de la divergencia. Por transformación, un límite general {\textstyle C^{1}} se puede rectificar localmente para reducirlo a este caso, donde la regularidad en {\textstyle C^{1}} de la transformación requiere que la estimación local se mantenga para las funciones {\textstyle C^{1}({\bar {\Omega }})}.
Con esta continuidad del operador traza en {\textstyle C^{\infty }({\bar {\Omega }})} existe una extensión de {\textstyle W^{1,p}(\Omega )} mediante argumentos abstractos y {\textstyle Tu} para {\textstyle u\in W^{1,p}(\Omega )} se puede caracterizar de la siguiente manera. Sea {\textstyle u_{k}\in C^{\infty }({\bar {\Omega }})} una secuencia que se aproxima a {\textstyle u\in W^{1,p}(\Omega )} por densidad. Por la continuidad probada de {\textstyle T} en {\textstyle C^{\infty }({\bar {\Omega }})}, la secuencia {\textstyle u_{k}|_{\partial \Omega }} es una secuencia de Cauchy en {\textstyle L^{p}(\partial \Omega )} y {\textstyle Tu=\lim _{k\to \infty }u_{k}|_{\partial \Omega }} con límite tomado en {\textstyle L^{p}(\partial \Omega )}.
La propiedad de extensión {\textstyle Tu=u|_{\partial \Omega }} es válida para {\textstyle u\in C^{\infty }({\bar {\Omega }})} por construcción, pero para cualquier {\textstyle u\in W^{1,p}(\Omega )\cap C({\bar {\Omega }})} existe una secuencia {\textstyle u_{k}\in C^{\infty }({\bar {\Omega }})} que converge uniformemente en {\textstyle {\bar {\Omega }}} a {\textstyle u}, verificando la propiedad de extensión en el conjunto más grande {\textstyle W^{1,p}(\Omega )\cap C({\bar {\Omega }})}.

### El caso p = ∞
Si {\textstyle \Omega } está acotado y tiene un límite {\textstyle C^{1}}, entonces por la desigualdad de Morrey existe una incrustación continua {\textstyle W^{1,\infty }(\Omega )\hookrightarrow C^{0,1}(\Omega )}, donde {\textstyle C^{0,1}(\Omega )} denota el espacio de las funciones Lipschitz continuous. En particular, cualquier función {\textstyle u\in W^{1,\infty }(\Omega )} tiene una traza clásica {\textstyle u|_{\partial \Omega }\in C(\partial \Omega )} y se mantiene
{\displaystyle \|u|_{\partial \Omega }\|_{C(\partial \Omega )}\leq \|u\|_{C^{0,1}(\Omega )}\leq C\|u\|_{W^{1,\infty }(\Omega )}.}

## Funciones con traza cero
Los espacios de Sobolev {\textstyle W_{0}^{1,p}(\Omega )} para {\textstyle 1\leq p<\infty } se definen como la clausura del conjunto de distribuciones {\textstyle C_{c}^{\infty }(\Omega )} con soporte compacto con respecto a la norma {\textstyle W^{1,p}(\Omega )}. La siguiente caracterización alternativa es válida:
{\displaystyle W_{0}^{1,p}(\Omega )=\{u\in W^{1,p}(\Omega )\mid Tu=0\}=\ker(T\colon W^{1,p}(\Omega )\to L^{p}(\partial \Omega )),}
donde {\textstyle \ker(T)} es el núcleo de {\textstyle T}, es decir, {\textstyle W_{0}^{1,p}(\Omega )} es el subespacio de funciones en {\textstyle W^{1,p}(\Omega )} con traza cero.

## Imagen del operador traza

### Para p> 1
El operador traza no es sobreyectivo en {\textstyle L^{p}(\partial \Omega )} si {\textstyle p>1}, es decir, no todas las funciones en {\textstyle L^{p}(\partial \Omega )} son la traza de una función en {\textstyle W^{1,p}(\Omega )}. Como se detalla a continuación, la imagen consta de funciones que satisfacen una versión {\textstyle L^{p}} de la continuidad de Hölder.

#### Caracterización abstracta
Una caracterización abstracta de la imagen de {\textstyle T} se puede deducir de la siguiente manera. Por los teoremas de isomorfismo existe
{\displaystyle T(W^{1,p}(\Omega ))\cong W^{1,p}(\Omega )/\ker(T\colon W^{1,p}(\Omega )\to L^{p}(\partial \Omega ))=W^{1,p}(\Omega )/W_{0}^{1,p}(\Omega )}
donde {\textstyle X/N} denota el espacio cociente del espacio de Banach {\textstyle X} por el subespacio {\textstyle N\subset X} y la última identidad se sigue de la caracterización de {\textstyle W_{0}^{1,p}(\Omega )} de arriba. Equipar el espacio del cociente con la norma del cociente definida por
{\displaystyle \|u\|_{W^{1,p}(\Omega )/W_{0}^{1,p}(\Omega )}=\inf _{u_{0}\in W_{0}^{1,p}(\Omega )}\|u-u_{0}\|_{W^{1,p}(\Omega )}}
el operador traza {\textstyle T} es entonces un operador lineal delimitado y sobreyectivo
{\displaystyle T\colon W^{1,p}(\Omega )\to W^{1,p}(\Omega )/W_{0}^{1,p}(\Omega )}.

#### Caracterización mediante espacios de Sobolev-Slobodeckij
Se puede dar una representación más concreta de la imagen de {\textstyle T} usando espacios de Sobolev-Slobodeckij que generaliza el concepto de funciones continuas de Hölder al ajuste {\textstyle L^{p}}. Dado que {\textstyle \partial \Omega } es una variedad de Lipschitz (n-1) dimensional incrustada en {\textstyle \mathbb {R} ^{n}}, técnicamente está involucrada una caracterización explícita de estos espacios. Para simplificar, considérese primero un dominio plano {\textstyle \Omega '\subset \mathbb {R} ^{n-1}}. Para {\textstyle v\in L^{p}(\Omega ')} defínase la norma (posiblemente infinita)
{\displaystyle \|v\|_{W^{1-1/p,p}(\Omega ')}=\left(\|v\|_{L^{p}(\Omega ')}^{p}+\int _{\Omega '\times \Omega '}{\frac {|v(x)-v(y)|^{p}}{|x-y|^{(1-1/p)p+(n-1)}}}\,\mathrm {d} (x,y)\right)^{1/p}}
que generaliza la condición de Hölder {\textstyle |v(x)-v(y)|\leq C|x-y|^{1-1/p}}. Entonces
{\displaystyle W^{1-1/p,p}(\Omega ')=\left\{v\in L^{p}(\Omega ')\;\mid \;\|v\|_{W^{1-1/p,p}(\Omega ')}<\infty \right\}}
equipado con la norma anterior es un espacio de Banach (una definición general de {\textstyle W^{s,p}(\Omega ')} para {\textstyle s>0} no entero se puede encontrar en el artículo sobre los espacios de Sobolev-Slobodeckij). Para la variedad de Lipschitz (n-1) dimensional, {\textstyle \partial \Omega }, defínase {\textstyle W^{1-1/p,p}(\partial \Omega )} rectificando localmente {\textstyle \partial \Omega } y procediendo como en la definición de {\textstyle W^{1-1/p,p}(\Omega ')}.
El espacio {\textstyle W^{1-1/p,p}(\partial \Omega )} puede identificarse entonces como la imagen del operador traza y comprende que
{\displaystyle T\colon W^{1,p}(\Omega )\to W^{1-1/p,p}(\partial \Omega )}
es un operador lineal sobreyectivo y acotado.

### Para p = 1
Para {\textstyle p=1}, la imagen del operador traza es {\textstyle L^{1}(\partial \Omega )} y contiene que
{\displaystyle T\colon W^{1,1}(\Omega )\to L^{1}(\partial \Omega )}
es un operador lineal sobreyectivo y acotado.

## Inverso a la derecha: operador de extensión de traza
El operador traza no es inyectivo, ya que múltiples funciones en {\textstyle W^{1,p}(\Omega )} pueden tener la misma traza (o equivalentemente, {\textstyle W_{0}^{1,p}(\Omega )\neq 0}). Sin embargo, el operador traza tiene una inversa a la derecha que se comporta bien, que extiende una función definida en el límite a todo el dominio. Específicamente, para {\textstyle 1<p<\infty } existe un operador de extensión traza lineal y acotado
{\displaystyle E\colon W^{1-1/p,p}(\partial \Omega )\to W^{1,p}(\Omega )},
utilizando la caracterización de Sobolev-Slobodeckij de la imagen del operador traza de la sección anterior, de modo que
{\displaystyle T(Ev)=v} para todos los {\textstyle v\in W^{1-1/p,p}(\partial \Omega )}
y, por continuidad, existe {\textstyle C>0} con
{\displaystyle \|Ev\|_{W^{1,p}(\Omega )}\leq C\|v\|_{W^{1-1/p,p}(\partial \Omega )}}.
Notable no es la mera existencia sino la linealidad y continuidad del inverso a la derecha. Este operador de extensión de trazas no debe confundirse con los operadores de extensión de espacio completo {\textstyle W^{1,p}(\Omega )\to W^{1,p}(\mathbb {R} ^{n})} que juegan un papel fundamental en la teoría de los espacios de Sobolev.

## Ampliación a otros espacios

### Derivadas superiores
Muchos de los resultados anteriores se pueden extender a {\textstyle W^{m,p}(\Omega )} con mayor diferenciación {\textstyle m=2,3,\ldots } si el dominio es lo suficientemente regular. Sea {\textstyle N} el campo normal de la unidad exterior en {\textstyle \partial \Omega }.
Dado que {\textstyle u|_{\partial \Omega }} puede codificar propiedades de diferenciación en dirección tangencial, solo la derivada normal {\textstyle \partial _{N}u|_{\partial \Omega }} es de interés adicional para la teoría de trazas de {\textstyle m=2}. Se aplican argumentos similares a las derivadas de orden superior para {\textstyle m>2}.
Sean {\textstyle 1<p<\infty } y {\textstyle \Omega \subset \mathbb {R} ^{n}} un dominio acotado con límite {\textstyle C^{m,1}}. Entonces existe un operador traza de orden superior lineal sobreyectivo y acotado
{\displaystyle T_{m}\colon W^{m,p}(\Omega )\to \prod _{l=0}^{m-1}W^{m-l-1/p,p}(\partial \Omega )}
con espacios de Sobolev-Slobodeckij {\textstyle W^{s,p}(\partial \Omega )} para {\textstyle s>0} no entero definido en {\textstyle \partial \Omega } mediante transformación al caso plano {\textstyle W^{s,p}(\Omega ')} para {\textstyle \Omega '\subset \mathbb {R} ^{n-1}}, cuya definición se elabora en el artículo sobre espacios de Sobolev-Slobodeckij. El operador {\textstyle T_{m}} extiende las trazas normales clásicas en el sentido de que
{\displaystyle T_{m}u=\left(u|_{\partial \Omega },\partial _{N}u|_{\partial \Omega },\ldots ,\partial _{N}^{m-1}u|_{\partial \Omega }\right)} para todos los {\textstyle u\in W^{m,p}(\Omega )\cap C^{m-1}({\bar {\Omega }}).}
Además, existe un inverso a la derecha lineal acotado de {\textstyle T_{m}}, un operador de extensión de traza de orden superior
{\displaystyle E_{m}\colon \prod _{l=0}^{m-1}W^{m-l-1/p,p}(\partial \Omega )\to W^{m,p}(\Omega )}.
Finalmente, los espacios {\textstyle W_{0}^{m,p}(\Omega )}, la finalización de {\textstyle C_{c}^{\infty }(\Omega )} en la norma {\textstyle W^{m,p}(\Omega )}, se pueden caracterizar como el núcleo de {\textstyle T_{m}}, es decir,
{\displaystyle W_{0}^{m,p}(\Omega )=\{u\in W^{m,p}(\Omega )\mid T_{m}u=0\}}.

### Espacios menos regulares

#### Sin traza enLp
No existe una extensión razonable del concepto de trazas a {\textstyle L^{p}(\Omega )} para {\textstyle 1\leq p<\infty } ya que cualquier operador lineal acotado que extienda la traza clásica debe ser cero en el espacio de las funciones de prueba {\textstyle C_{c}^{\infty }(\Omega )}, que es un subconjunto denso de {\textstyle L^{p}(\Omega )}, lo que implica que tal operador sería cero en todas partes.

#### Traza normal generalizada
Sea {\textstyle \operatorname {div} v} la divergencia distributiva de un campo vectorial {\textstyle v}. Para {\textstyle 1<p<\infty } y dominio limitado de Lipschitz, {\textstyle \Omega \subset \mathbb {R} ^{n}} se define
{\displaystyle E_{p}(\Omega )=\{v\in (L^{p}(\Omega ))^{n}\mid \operatorname {div} v\in L^{p}(\Omega )\}}
que es un espacio de Banach con norma
{\displaystyle \|v\|_{E_{p}(\Omega )}=\left(\|v\|_{L^{p}(\Omega )}^{p}+\|\operatorname {div} v\|_{L^{p}(\Omega )}^{p}\right)^{1/p}}.
Sea {\textstyle N} el campo normal de la unidad exterior en {\textstyle \partial \Omega }. Entonces existe un operador lineal acotado
{\displaystyle T_{N}\colon E_{p}(\Omega )\to (W^{1-1/q,q}(\partial \Omega ))'},
donde {\textstyle q=p/(p-1)} es el exponente conjugado con {\textstyle p} y {\textstyle X'} denota el espacio dual a un espacio de Banach {\textstyle X}, de modo que {\textstyle T_{N}} extiende la traza normal {\textstyle (v\cdot N)|_{\partial \Omega }} para {\textstyle v\in (C^{\infty }({\bar {\Omega }}))^{n}} en el sentido de que
{\displaystyle T_{N}v={\bigl \{}\varphi \in W^{1-1/q,q}(\partial \Omega )\mapsto \int _{\partial \Omega }\varphi v\cdot N\,\mathrm {d} S{\bigr \}}}.
El valor del operador traza normal {\textstyle (T_{N}v)(\varphi )} para {\textstyle \varphi \in W^{1-1/q,q}(\partial \Omega )} se define mediante la aplicación del teorema de la divergencia al campo vectorial {\textstyle w=E\varphi \,v} donde {\textstyle E} es el operador de extensión traza anteriormente mencionado.
Aplicación. Cualquier solución débil {\textstyle u\in H^{1}(\Omega )} a {\textstyle -\Delta u=f\in L^{2}(\Omega )} en un dominio de Lipschitz limitado {\textstyle \Omega \subset \mathbb {R} ^{n}} tiene una derivada normal en el sentido de {\textstyle T_{N}\nabla u\in (W^{1/2,2}(\partial \Omega ))^{*}}. Esto sigue como {\textstyle \nabla u\in E_{2}(\Omega )} desde {\textstyle \nabla u\in L^{2}(\Omega )} y {\textstyle \operatorname {div} (\nabla u)=\Delta u=-f\in L^{2}(\Omega )}. Este resultado es notable, ya que en los dominios de Lipschitz en general {\textstyle u\not \in H^{2}(\Omega )}, de modo que {\textstyle \nabla u} puede no estar en el dominio del operador traza {\textstyle T}.

## Aplicación
Los teoremas presentados anteriormente permiten una investigación más cercana del problema del valor en la frontera
{\displaystyle {\begin{alignedat}{2}-\Delta u&=f&\quad &{\text{in }}\Omega ,\\u&=g&&{\text{on }}\partial \Omega \end{alignedat}}}
en un dominio de Lipschitz {\textstyle \Omega \subset \mathbb {R} ^{n}} de la motivación. Dado que aquí solo se investiga el caso espacial de Hilbert {\textstyle p=2}, la notación {\textstyle H^{1}(\Omega )} se usa para denotar {\textstyle W^{1,2}(\Omega )}, etc. Como se indica en la motivación, una solución débil {\textstyle u\in H^{1}(\Omega )} de esta ecuación debe satisfacer {\textstyle Tu=g} y
{\displaystyle \int _{\Omega }\nabla u\cdot \nabla \varphi \,\mathrm {d} x=\int _{\Omega }f\varphi \,\mathrm {d} x} para todos los {\textstyle \varphi \in H_{0}^{1}(\Omega )},
donde el lado derecho debe interpretarse para {\textstyle f\in H^{-1}(\Omega )=(H_{0}^{1}(\Omega ))'} como un producto de dualidad con el valor {\textstyle f(\varphi )}.

### Existencia y singularidad de soluciones débiles
La caracterización del rango de {\textstyle T} implica que para que {\textstyle Tu=g} mantenga la regularidad {\textstyle g\in H^{1/2}(\partial \Omega )} es necesario. Esta regularidad también es suficiente para la existencia de una solución débil, que se puede ver de la siguiente manera. Según el teorema de la extensión de la traza, existe {\textstyle Eg\in H^{1}(\Omega )} tal que {\textstyle T(Eg)=g}. Definiendo {\textstyle u_{0}} por {\textstyle u_{0}=u-Eg} se tiene ese {\textstyle Tu_{0}=Tu-T(Eg)=0} y por lo tanto {\textstyle u_{0}\in H_{0}^{1}(\Omega )} por la caracterización de {\textstyle H_{0}^{1}(\Omega )} como espacio de traza cero. La función {\textstyle u\in H_{0}^{1}(\Omega )} luego satisface la ecuación integral
{\displaystyle \int _{\Omega }\nabla u_{0}\cdot \nabla \varphi \,\mathrm {d} x=\int _{\Omega }\nabla (u-Eg)\cdot \nabla \varphi \,\mathrm {d} x=\int _{\Omega }f\varphi \,\mathrm {d} x-\int _{\Omega }\nabla Eg\cdot \nabla \varphi \,\mathrm {d} x} para todos los {\textstyle \varphi \in H_{0}^{1}(\Omega )}.
Por lo tanto, el problema con los valores de frontera no homogéneos para {\textstyle u} podría reducirse a un problema con los valores de frontera homogéneos para {\textstyle u_{0}}, una técnica que se puede aplicar a cualquier ecuación diferencial lineal. Por el teorema de representación de Riesz existe una única solución {\textstyle u_{0}} a este problema. Por la unicidad de la descomposición {\textstyle u=u_{0}+Eg}, esto equivale a la existencia de una única solución débil {\textstyle u} para el problema de valor límite no homogéneo.

### Dependencia continua de los datos
Queda por investigar la dependencia de {\textstyle u} de {\textstyle f} y {\textstyle g}. Sean {\textstyle c_{1},c_{2},\ldots >0} constantes independientes de {\textstyle f} y {\textstyle g}. Por dependencia continua de {\textstyle u_{0}} en el lado derecho de su ecuación integral, se mantiene
{\displaystyle \|u_{0}\|_{H_{0}^{1}(\Omega )}\leq c_{1}\left(\|f\|_{H^{-1}(\Omega )}+\|Eg\|_{H^{1}(\Omega )}\right)}
y así, usando {\textstyle \|u_{0}\|_{H_{0}^{1}(\Omega )}\leq c_{2}\|u_{0}\|_{H^{1}(\Omega )}} y {\textstyle \|Eg\|_{H^{1}(\Omega )}\leq c_{3}\|g\|_{H^{1/2}(\Omega )}} por continuidad del operador de extensión traza, se sigue que
{\displaystyle {\begin{aligned}\|u\|_{H^{1}(\Omega )}&\leq \|u_{0}\|_{H^{1}(\Omega )}+\|Eg\|_{H^{1}(\Omega )}\leq c_{1}c_{2}\|f\|_{H^{-1}(\Omega )}+(1+c_{1}c_{2})\|Eg\|_{H^{1}(\Omega )}\\&\leq c_{4}\left(\|f\|_{H^{-1}(\Omega )}+\|g\|_{H^{1/2}(\partial \Omega )}\right)\end{aligned}}}
y gráfico de la solución
{\displaystyle H^{-1}(\Omega )\times H^{1/2}(\partial \Omega )\ni (f,g)\mapsto u\in H^{1}(\Omega )}
es, por tanto, continua.